# Kępka Szlachecka
Kępka Szlachecka é uma aldeia no distrito administrativo de Gmina Kowal, no condado de Włocławek, voivodia da Cujávia-Pomerânia, no centro-norte da Polônia. No entanto, uma parte da aldeia localiza-se em Gmina Choceń.